# クマタケラン
クマタケラン（熊竹蘭、高良薑、学名：Alpinia × formosana）はショウガ科ハナミョウガ属の常緑多年生草本。
ゲットウとアオノクマタケランの中間的な形態を示し、両種の雑種と推測されている。

## 特徴
アオノクマタケランより大型だが、ゲットウより小型。葉は革質で濃緑色。花序が垂下せず直立する点でゲットウと異なり、唇弁には紅色と黄色の斑紋がある点でアオノクマタケランと異なる。果実の縞模様はゲットウより薄く、ゲットウとアオノクマタケランの中間的な形態を示す。種子に稔性がないことから、両種の雑種と推測されている。

## 分布と生育環境
台湾原産で九州南部～先島諸島で野生化（自生説もあり）、あるいは九州南部～琉球に分布すると記されている。低地～山地林内に生育する。

## 利用

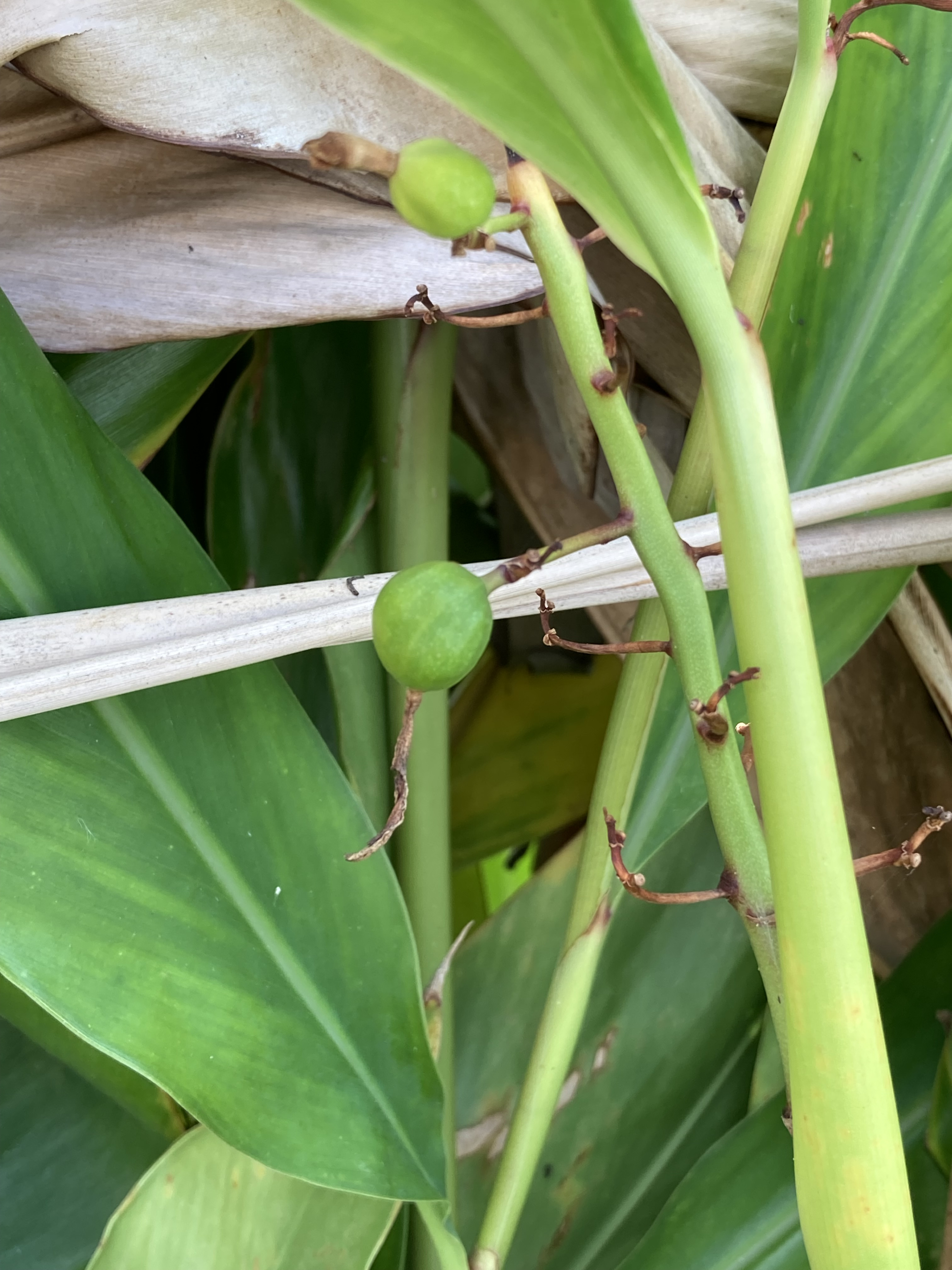
クマタケランの果実。縞模様は明瞭でない

植栽。葉はゲットウと同様に食物を包む材料として使われる。
奄美群島では「かしゃ」と呼び、よもぎ餅をクマタケランやゲットウの葉で包んだかしゃもちが食されている。